# Alajärvi (sjö i Finland, Lappland, lat 66,43, long 26,70)
Alajärvi är en sjö i Finland. Den ligger i kommunen Rovaniemi i landskapet Lappland, i den norra delen av landet, 700 km norr om huvudstaden Helsingfors. Alajärvi ligger 150,6 meter över havet. Den är 10 meter djup. Arean är 1,19 kvadratkilometer och strandlinjen är 6,49 kilometer lång. Sjön  ingår i Kemi älvs huvudavrinningsområde.  Den sträcker sig 2,3 kilometer i nord-sydlig riktning, och 1,3 kilometer i öst-västlig riktning.